# Església de Satan

Segell de Bafomet, símbol oficial del satanisme laveyà.

L'Església de Satanàs és una organització religiosa dedicada al satanisme tal com es codifica a la Bíblia satànica, que no inclou l'ocultisme sinó l'individualisme, el materialisme i l'ego. L'Església de Satanàs es va establir a la Casa Negra de San Francisco, Califòrnia, la nit de Walpurgis del 30 d'abril de 1966, per Anton Szandor LaVey, que va ser el Gran Sacerdot de l'Església fins a la seva mort el 1997. El 2001, Peter H. Gilmore va ser nomenat el càrrec de gran sacerdot, i la seu de l'església es va traslladar a Hell's Kitchen, Manhattan, Nova York. La seu de l'església ara es troba a Poughkeepsie, Nova York.
L'Església no creu en el diable, ni en una noció cristiana ni islàmica de Satanàs. Peter H. Gilmore descriu els seus membres com a "ateus escèptics", abraçant l'arrel hebrea de la paraula "Satanàs" com a "adversari". L'Església veu Satanàs com un arquetip positiu que representa l'orgull, l'individualisme i la il·luminació, i com un símbol de desafiament contra les fes abrahàmiques que LaVey va criticar pel que considerava la supressió dels instints naturals de la humanitat.
L'Església de Satanàs descriu la seva base estructural com una càbala que és "un sistema cel·lular subterrani d'individus que comparteixen la base de la [nostra] filosofia". La pertinença a l'Església de Satanàs es troba disponible en dos nivells: pertinença registrada i pertinença activa. Els membres registrats són aquells que opten per afiliar-se a un nivell formal omplint el formulari requerit i enviant una quota de registre única. La subscripció activa està disponible per a aquells que desitgin tenir un paper més actiu a l'organització i està subjecta a la realització d'una sol·licitud més completa. L'organització no revela els números de membres oficials. L'Església ofereix serveis de noces, funerals i baptismes als membres. Aquestes cerimònies són realitzades per un membre del sacerdoci de l'Església.
L'Església manté un enfocament purista del satanisme tal com va exposar LaVey, rebutjant la legitimitat de qualsevol altra organització que digui ser satanista. Els estudiosos coincideixen que no hi ha cap cas documentat de manera fiable de continuïtat satànica abans de la fundació de l'Església de Satanàs. Va ser la primera església organitzada dels temps moderns que es va dedicar a la figura de Satanàs i, segons Faxneld i Petersen, l'Església va representar "la primera organització pública, altament visible i de llarga durada que va proposar un discurs satànic coherent. "